# Горачі
45°36′ пн. ш. 14°37′ сх. д. / 45.60° пн. ш. 14.61° сх. д.
Горачі (хорв. Gorači) — населений пункт у Хорватії, у Приморсько-Горанській жупанії у складі міста Чабар.

## Населення
Населення за даними перепису 2011 року становило 99 осіб.
Динаміка чисельності населення поселення:

## Клімат
Середня річна температура становить 6,56 °C, середня максимальна – 19,15 °C, а середня мінімальна – -6,51 °C. Середня річна кількість опадів – 1585 мм.
| Клімат поселення                              | Клімат поселення | Клімат поселення | Клімат поселення | Клімат поселення | Клімат поселення | Клімат поселення | Клімат поселення | Клімат поселення | Клімат поселення | Клімат поселення | Клімат поселення | Клімат поселення | Клімат поселення |
| Показник                                      | Січ.             | Лют.             | Бер.             | Квіт.            | Трав.            | Черв.            | Лип.             | Серп.            | Вер.             | Жовт.            | Лист.            | Груд.            |                  |
| Середній максимум, °C                         | 2,94             | 3,29             | 5,72             | 9,70             | 14,20            | 18,07            | 19,00            | 19,15            | 15,52            | 11,23            | 6,09             | 2,52             |                  |
| Середня температура, °C                       | −1,78            | −1,41            | 1,00             | 4,98             | 9,48             | 13,35            | 15,62            | 15,76            | 12,13            | 7,84             | 2,70             | −0,87            |                  |
| Середній мінімум, °C                          | −6,51            | −6,15            | −3,72            | 0,26             | 4,77             | 8,64             | 12,22            | 12,37            | 8,73             | 4,44             | −0,71            | −4,27            |                  |
| Норма опадів, мм                              | 99               | 96               | 120              | 139              | 123              | 150              | 112              | 127              | 141              | 166              | 177              | 135              |                  |
| Середньомісячна швидкість вітру, м/с          | 2.84             | 3.04             | 3.14             | 2.95             | 2.75             | 2.61             | 2.42             | 2.49             | 2.51             | 2.79             | 2.98             | 3.00             |                  |
| Середньомісячна сонячна радіація, кДж/м²·день | 4307             | 7166             | 10292            | 14418            | 18462            | 19673            | 21014            | 17584            | 13178            | 8773             | 4706             | 3646             |                  |
| --------------------------------------------- | ---------------- | ---------------- | ---------------- | ---------------- | ---------------- | ---------------- | ---------------- | ---------------- | ---------------- | ---------------- | ---------------- | ---------------- | ---------------- |
| Джерело:                                      |                  |                  |                  |                  |                  |                  |                  |                  |                  |                  |                  |                  |                  |